# Charles Morris (escritor)
Charles Smith Morris (Chester, 1 de Outubro de 1833 — Filadélfia, 6 de Setembro de 1922) foi um escritor dos Estados Unidos da América. Escreveu, principalmente, romances populares ("Dime novels"), ainda que também tenha tido incursões como historiador, além de ter organizado várias antologias. É conhecido por ter sido um autor particularmente prolífico e versátil e escreveu sob vários pseudónimos. Filho de Samuel Pearson Morris e de Margaret Burns, foi professor nas escolas públicas de Chester por algum tempo. Em 1856, em Filadélfia, começou a dar aulas de Línguas Modernas e Antigas. De 1860 a 1878 começou a escrever contos e poemas para jornais e revistas, das quais se destacam as suas séries populares para o Beadle's Saturday Journal. A partir de 1878, dedicou-se totalmente à literatura. No que diz respeito ao seu trabalho como historiador, há a destacar as suas "Historical Tales" em quinze volumes.

## Obras (lista não exaustiva)
- "The War with Spain"
- "History of the World"
- "The Story of Mexico,"
- "History of Pennsylvania"
- "Aryan Sun-Myths, The Origin of Religions"
- "The Aryan Race
- "O pequeno príncipe e o Mar"

### Pseudónimos
↑ Segundo W. C. Miller, Charles Morris terá escrito sob os seguintes pseudónimos:
- Nas publicações da Editora Beadle:
  - "Redmond Blake"
  - "Edward Lytton"
  - "Jo Pierce"
  - "C. E. Tripp"
  - "R. R. Inman"
  - "George S. Kaine"
- Com outras editoras:
  - "Paul Preston"
  - "William Murry"
  - "E. L.Vincent"
  - "J. H. Southard"
  - "Roland Dare"
  - "S. M. Frazier"
  - "Hugh Allen"
  - "J. D. Ballard"
  - "Paul Pastnor"